# Bruyante
La Bruyante est une  rivière du sud de la France qui coule dans le département de l'Ariège, dans la région Occitanie. C'est un affluent gauche de l'Aude. 

## Géographie
La Bruyante est une rivière du Donezan qui prend sa source dans le massif du Carlit - et qui s'appelle coume de Balbonne puis ruisseau de Balbonne dans cette partie haute - et se jette dans l'Aude en rive gauche à Usson-les-Bains commune de Rouze en limite de l'Aude.
La longueur de son cours d'eau est de 14 km.

### Communes et canton traversés
La Bruyante traverse un seul département, deux communes et un seul canton :
- Département de l'Ariège  : 
  - Mijanès (source), Rouze (confluence/embouchure).

Soit en termes de cantons, la Bruyante prend sa source et conflue dans le même canton de Quérigut, dans l'arrondissement de Foix.

## Principaux affluents
La Bruyante a six affluents contributeurs connus :
- le ruisseau d'Artounant (rg) 2,4 km sur la commune de Mijanès, avec deux affluents[3].
- le ruisseau de Barbouillère (rd) 4,3 km sur la commune de Mijanès[4].
- le ruisseau du Fournet (rd) 2,8 km sur les communes d'Artigues et Mijanès[5].
- le ruisseau de Paillères : (rg) 6,8 km sur la commune de Mijanès[6].
- le ruisseau de Tourret (rg) 2,1 km sur la commune de Mijanès[7].
- la rivière de Quérigut (rd) 10,1 km sur les trois communes de Le Pla, Quérigut et Rouze avec neuf affluents :
  - le ruisseau de l'Orri
  - le ruisseau du prat de l'Étang,
  - ruisseau de la Trabe
  - le ruisseau de Caboulrie
  - le ruisseau du Soula
  - le ruisseau des Iles
  - le ruisseau de Saint-jean
  - le Rec Blanc
  - le ruisseau d'Artigues

## Hydrologie
La Bruyante est une rivière assez régulière. 

### La Bruyante à Escouloubre
Son débit a été observé sur 13 ans (entre 1994 et 2008), près d'Escouloubre à (Usson-les-Bains), localité située tout près de son confluent avec l'Aude. La surface ainsi observée est de 91,5 km2, soit la quasi-totalité du bassin versant de la rivière.
Il est important d'avoir à l'esprit que la station d'Escouloubre ne mesure que les débits réservés et subsistant après de multiples prises d'eau et ouvrages hydroélectriques de la société EDF (Électricité de France) qui captent l'essentiel du débit pour alimenter les centrales de la vallée de l'Aude. Les débits mesurés ici sont donc très loin d'être naturels, et ne représentent que les débits réservés (c'est-à-dire qui ne peuvent être détournés) et les surplus de crues.
Le module de la rivière à Escouloubre est de 0,52 m3/s. 
La Bruyante présente des fluctuations saisonnières de débit tout à fait artificialisées. Les hautes eaux se déroulent au printemps, en mai et juin, et se caractérisent par un débit mensuel moyen allant jusqu'à 1,01 m3/s au mois de mai. Au mois de juin cependant le débit baisse rapidement jusqu'aux basses eaux qui ont lieu le reste de l'année avec un débit mensuel moyen atteignant un plancher de 0,34 m3/s au mois d'août, plancher qui est d'ailleurs très consistant pour un aussi petit cours d'eau. Mais ces chiffres cachent des fluctuations plus prononcées sur de courtes périodes ou selon les années. 

### Crues

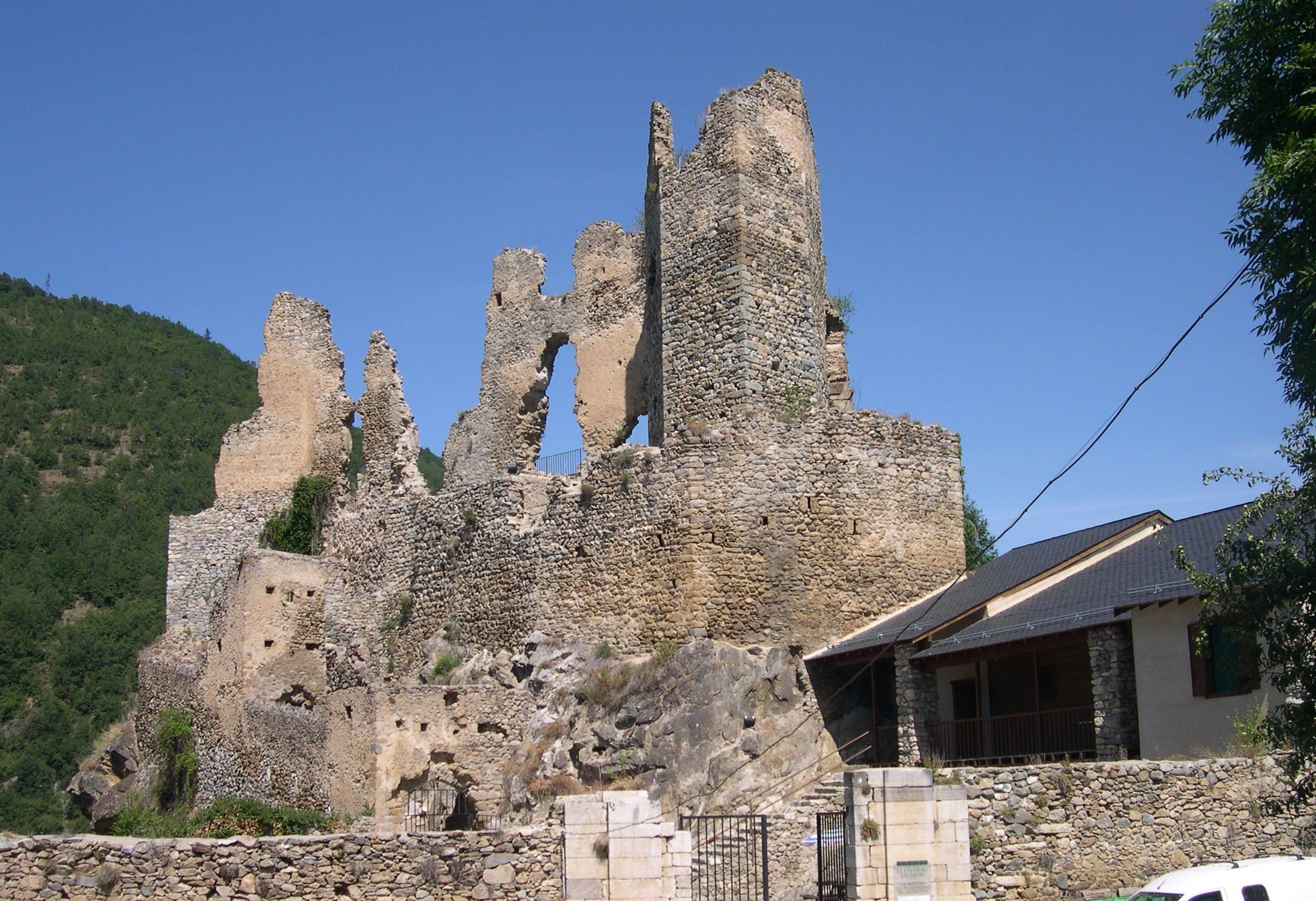
château d'Usson près de la confluence de la Bruyante en rive gauche de l'Aude

Les crues de la Bruyante ne sont pas très importantes, même compte tenu de la taille assez réduite de son bassin versant. La série des QIX n'a pas été calculée, étant donné son absence de signification.
Le débit instantané maximal enregistré à Escouloubre a été de 7,08 m3/s le 10 janvier 2004, tandis que le débit journalier maximal enregistré était de 4,76 m3/s le même jour.

### Lame d'eau et débit spécifique
La Bruyante est une rivière peu abondante, ce qui se comprend aisément à la suite des importants prélèvements effectués en direction des usines de la vallée de l'Aude. La lame d'eau subsistant dans son bassin versant est de 179 millimètres annuellement, ce qui est nettement inférieur à la moyenne d'ensemble de la France (320 millimètres par an), et aussi à la moyenne du bassin de l'Aude (289 millimètres par an). De ce fait, le débit spécifique (ou Qsp) n'atteint 5,7 litres par seconde et par kilomètre carré de bassin.